# (17354) Matrosov
(17354) Matrosov est un astéroïde de la ceinture principale.

## Description
(17354) Matrosov est un astéroïde de la ceinture principale. Il fut découvert le 13 mars 1977 à Naoutchnyï par Nikolaï Tchernykh. Il présente une orbite caractérisée par un demi-grand axe de 2,62 UA, une excentricité de 0,10 et une inclinaison de 2,0° par rapport à l'écliptique.

## Compléments